# Европско првенство у атлетици у дворани 1978 — скок увис за жене
Такмичење у скоку увис у женској конкуренцији на 9. Европском првенству у атлетици у дворани 1978. године одржано је 10. марта. у Палати спорта Сан Сиро у Милану, (Италија).
Титулу европске првакиње освојену на Европском првенству у дворани 1977. у Сан Себатијану одбранила је Сара Симеони из Италије.

## Земље учеснице
Учествовалло је 16 такмичарки из 11 земаља.
1. Чехословачка (2)
2. Источна Немачка (1)
3. Француска (1)
4. Италија (1)
5. Мађарска (1)
6. Холандија (2)
7. Норвешка (1)
8. Пољска (1)
9. Совјетски Савез (2)
10. Западна Немачка (3)
11. Југославија (1)

## Рекорди
| Рекорди пре почетка Европског првенства у дворани 1978.     | Рекорди пре почетка Европског првенства у дворани 1978. | Рекорди пре почетка Европског првенства у дворани 1978. | Рекорди пре почетка Европског првенства у дворани 1978. | Рекорди пре почетка Европског првенства у дворани 1978. | Рекорди пре почетка Европског првенства у дворани 1978. |
| ----------------------------------------------------------- | ------------------------------------------------------- | ------------------------------------------------------- | ------------------------------------------------------- | ------------------------------------------------------- | ------------------------------------------------------- |
| Светски рекорд у дворани                                    | Роземари Акерман                                        | Источна Немачка                                         | 1,95                                                    | Источни Берлин, Источна Немачка                         | 6. мартр 1977.                                          |
| Светски рекорд у дворани                                    | Сара Симеони                                            | Италија                                                 | 1,95                                                    | Каунас. Совјетски Савез                                 | 6. фебруар 1978.                                        |
| Европски рекорд у дворани                                   | Роземари Акерман                                        | Источна Немачка                                         | 1,95                                                    | Источни Берлин, Источна Немачка                         | 6. мартр 1977.                                          |
| Европски рекорд у дворани                                   | Сара Симеони                                            | Италија                                                 | 1,95                                                    | Каунас, \|Совјетски Савез                               | 6. фебруар 1978.                                        |
| Рекорди европских првенстава у дворани                      | Јорданка Благоева                                       | Бугарска                                                | 1,92                                                    | Ротердам, Холандија                                     | 11, март 1973.                                          |
| Рекорди европских првенстава у дворани                      | Роземари Акерман                                        | Источна Немачка                                         | 1,92                                                    | Катовице, Пољска                                        | 9. март 1975.                                           |
| Рекорди европских првенстава у дворани                      | Сара Симеони                                            | Италија                                                 | 1,92                                                    | Сан Себастијан, (Шпанија)                               | 12, март 1977.                                          |
| Рекорди после завршеног Европског првенства у дворани 1978. |                                                         |                                                         |                                                         |                                                         |                                                         |
| Рекорди европских првенстава у дворани                      | Сара Симеони                                            | Италија                                                 | 1,94                                                    | Милано, (Италија)                                       | 11, март 1978.                                          |

## Освајачи медаља
|                      |                                    |                      |
| Сара Симеони Италија | Бригите Холлцаплер Западна Немачка | Уршула Кјелан Пољска |

## Резултати
|     | Атлетичарка          | Земља           | Резултат | Белешка |
| --- | -------------------- | --------------- | -------- | ------- |
|     | Сара Симеони         | Италија         | 1,94     | РЕП     |
|     | Бригите Холлцаплер   | Западна Немачка | 1,91     |         |
|     | Уршула Кјелан        | Пољска          | 1,88     |         |
| 4.  | Андреа Матај         | Мађарска        | 1,88     |         |
| 5.  | Мирјам ван Лар       | Холандија       | 1,88     | НР      |
| 6.  | Милада Карбанова     | Чехословачка    | 1,88     |         |
| 7.  | Надежда Маринебко    | Совјетски Савез | 1,88     |         |
| 8.  | Анете Харнак         | Западна Немачка | 1,85     |         |
| 9.  | Рита Кирст           | Источна Немачка | 1,85     |         |
| 10. | Марија Стенпал Алерс | Холандија       | 1,85     |         |
| 11. | Сусан Сундквист      | Финска          | 1,85     |         |
| 12. | Марина Серкова       | Совјетски Савез | 1,85     |         |
| 13. | Лидија Бенедетич     | Југославија     | 1,80     |         |
| 13. | Габријеле Хан        | Западна Немачка | 1,80     |         |
| 15. | Астрид Твејт         | Норвешка        | 1,80     |         |
| 16. | Марта Јесењакова     | Чехословачка    | 1,75     |         |

## Укупни биланс медаља у скоку увис за жене после 9. Европског првенства у дворани 1970—1978.
|     | Земља           |   |   |   |    |
| --- | --------------- | - | - | - | -- |
| 1.  | Источна Немачка | 4 | 2 | 2 | 8  |
| 2.  | Италија         | 2 | 0 | 0 | 2  |
| 3.  | Чехословачка    | 1 | 1 | 2 | 4  |
| 4.  | Бугарска        | 1 | 0 | 1 | 2  |
| 5.  | Аустрија        | 1 | 0 | 0 | 1  |
| 6.  | Западна Немачка | 0 | 3 | 0 | 3  |
| 7.  | Румунија        | 0 | 1 | 1 | 2  |
| 8.  | Француска       | 0 | 1 | 0 | 1  |
| 8.  | Совјетски Савез | 0 | 1 | 0 | 1  |
| 10. | Мађарска        | 0 | 0 | 1 | 1  |
| 10. | Холандија       | 0 | 0 | 1 | 1  |
| 10. | Пољска          | 0 | 0 | 1 | 1  |
|     | Укупно {12}     | 9 | 9 | 9 | 27 |

|    | Атлетичарка        | Земља           |   |   |   |   |
| -- | ------------------ | --------------- | - | - | - | - |
| 1. | Роземари Акерман   | Источна Немачка | 3 | 0 | 0 | 3 |
| 2. | Сара Симеони       | Италија         | 2 | 0 | 0 | 2 |
| 3. | Милада Карбанова   | Чехословачка    | 1 | 1 | 2 | 4 |
| 4. | Рита Шмит          | Источна Немачка | 1 | 0 | 2 | 3 |
| 5. | Јорданка Благоева  | Бугарска        | 1 | 0 | 1 | 2 |
| 6. | Рита Гилдемајстер  | Источна Немачка | 0 | 2 | 0 | 2 |
| 6. | Бригите Холлцаплер | Западна Немачка | 0 | 2 | 0 | 2 |
| 8. | Корнелија Попеску  | Румунија        | 0 | 1 | 1 | 2 |